# Крапец (Добричская область)
Крапец (болг. Крапец) — курортное село в Болгарии. Расположено у самого берега Чёрного моря. Находится в Добричской области, входит в общину Шабла. Население составляет 380 человек.

## Туризм

Крапец — Пляж

Пляж длиной более чем 7,5 км — третий по величине в Болгарии, более длинный чем пляжи курорта Золотые пески и Албены. Климат и график температур воды и воздуха те же что в Албене. Имеется два отеля и несколько небольших домов для отдыхающих.
Рыбалка, наблюдения диких лебедей, большие корморанов и других птиц. Виндсёрфинг, дайвинг, яхтинг, охота на кабана, косулю и птиц.
В Крапеце живёт болгарский живописец Коста Костов. Каждый проводятся пленеры.
В поселении времён каменного века на озере дуранкулакской Лагуной впервые в Европе были обнаружены каменные градежи  — 5400 г. до н. э. и храм античной богини Кибелы. Хорошо сохранился старинный православный храм Во имя святых Кирилла и Мефодия. Ежегодно, 24 мая, в престольный праздник, при храме проходит весёлый народный «сбор».

## Религия
Население села православное. Первая церковь Крапеце была построена в 1868 году, как и все церковные здания того времени, они были маленькая и закопанная в землю. Вероятно, пострадала во время освободительной войны или каменная кладки не была необходимого качества, потому что через 20 лет в 1888 году церковь была перестроена.
Нынешняя церковь была воздвигнута в 1888-1889 гг, со средства фонда Доброго Кирова, остаток средств собрали жители села. Названа в честь святых братьев Кирилла и Мефодия. До 1966 она также называлась местная школа.
До середины XX века проводились службы. Впоследствии она была оставлена и подвергнута мародерству, а затем в 1990-х годах приступили к ремонту и реставрации, которая была завершена с помощью людей из деревни. С 24 мая 2010 года была официально открыта и освящена. Фотография находится в галереи снизу.

## Муниципалитет
В местном кметстве Крапец, в состав которого входит Крапец, должность кмета (старосты) исполняет Александр  Томов Сурталов (Движение за права и свободы (ДПС)) по результатам выборов правления кметства.
Кмет (мэр) общины Шабла — Красимир Любенов Крыстев (Граждане за европейское развитие Болгарии (ГЕРБ)) по результатам выборов в правление общины.

## Галерея

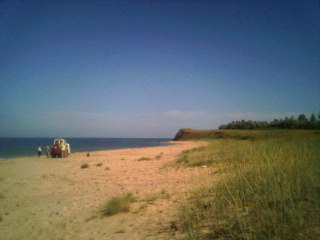
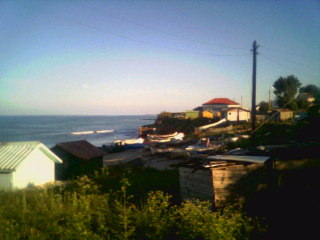
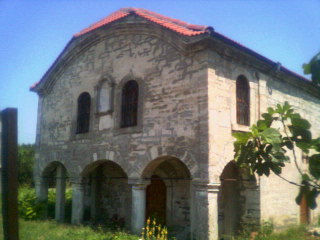
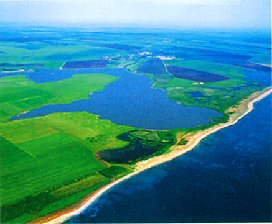
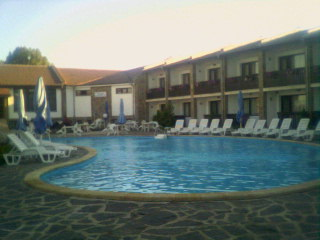